# Labor Comics
La Labor Comics è stata una casa editrice italiana di fumetti con sede a Todi attiva dal 1985 al 1986.

## Storia
Venne fondata nel 1985 quando acquisì i diritti di traduzione di alcuni fumetti americani della Marvel e della DC.
A ottobre 1985 esordirono tre riviste antoloɡicheː Match con le serie della DC Comics Vigilante, Jonah Hex e la versione a fumetti della serie televisiva V - Visitors); Alien (con materiale del sottomarchio adulto Epic) e Collana Labor, che in ogni numero presentava una graphic novel con protagonista un personaggio della Marvel. Fu proprio in quest'ultima rivista che Marco Marcello Lupoi, all'epoca appassionato di fumetti, esordì come redattore nel dicembre 1985. Nel 1986 la Labor lanciò un'altra rivista, Marvel, con serie regolari dei supereroi di Stan Lee, nel tentativo di rilanciare in Italia i super-eroi della Marvel dopo la chiusura della Editoriale Corno; iniziò con la Saga di Proteus, realizzata da Chris Claremont e John Byrne e tratta dai numeri 123-126 della testata statunitense Uncanny X-Men; presentò inoltre una storia dell'Uomo Ragno e la prima apparizione di Elektra; il mensile però chiuse dopo due soli numeri, insieme alla casa editrice. Dalle ceneri della Labor, per opera di Sergio Cavallerin e Marco Marcello Lupoi, nacque nel 1987 la Star Comics.

## Cataloɡo
- Alien (5 numeri, 1985-1986);[2]
- Collana Labor Comics (7 numeri, 1985-1986);[3]
- Match (6 numeri, 1985-1986);[1]
- Marvel (2 numeri, 1986).[4]